# Þistilfjörður
Le Þistilfjörður, toponyme islandais signifiant littéralement en français « le fjord des ronces », est un fjord d'Islande situé dans le Nord-Est du pays. Il est délimité à l'ouest par la Melrakkaslétta, au sud-est par la Langanes et s'ouvre au nord sur l'océan Arctique. Le port de Raufarhöfn est situé sur son rivage occidental et celui de Þórshöfn au fond du fjord.